# Drosophila prashadi
Drosophila prashadi är en tvåvingeart som beskrevs av Enrico Adelelmo Brunetti 1923. Drosophila prashadi ingår i släktet Drosophila och familjen daggflugor.
Artens utbredningsområde är Indien.